# Andy Webb
Andy Webb est un dirigeant britannique du sport automobile, né à Londres en juin 1961. Il est à la tête de Marussia F1 Team de 2012 à 2014.